# Vesikalı Yarim
Pour plus de détails, voir Fiche technique et Distribution.
Vesikalı Yarim est un film turc en noir et blanc, du réalisateur Ömer Lütfi Akad, sorti en 1968. 
Adaptation de la nouvelle  La Vallée aux violettes (Menekşeli Vadi en turc) de l'écrivain turc Sait Faik Abasiyanik, il raconte la rencontre et l'histoire d'amour impossible entre Halil, jeune maraîcher de condition modeste interprété par İzzet Günay, et Sabiha, entraîneuse de cabaret travaillant dans les clubs du quartier de Péra, à Istanbul, interprétée par Türkân Şoray. 

## Distribution
- Türkân Şoray : Sabiha
- İzzet Günay : Halil
- Ayfer Feray : Müjgan

## Distinctions
Le film a été récompensé à plusieurs reprises, et a notamment reçu deux Oranges d'or lors du festival du film d'Antalya de 1968.